# سفارة أستراليا في روسيا
سفارة أستراليا في روسيا هي أرفع تمثيل دبلوماسي لدولة أستراليا لدى روسيا. تقع السفارة في موسكو وهي تهدف لتعزيز المصالح الأسترالية في روسيا.

## وصلات خارجية
- الموقع الرسمي
- قائمة سفارات أستراليا
- قائمة السفارات في روسيا